# Otto Steffen
Otto I. Steffen (Oberstein, Renània-Palatinat, 9 d'agost de 1874 - Buffalo, Nova York, 7 de novembre de 1957) va ser un gimnasta i atleta estatunidenc que va competir a cavall del segle xix i el segle xx. Nascut a Alemanya el 1890 emigrà als Estats Units i el 1900 n'aconseguí la nacionalitat. El 1904 va prendre part en els Jocs Olímpics de Saint Louis, on guanyà la medalla de plata en la prova per equips del programa de gimnàstica, com a membre de l'equip New York Turnverein junt a Emil Beyer, John Bissinger, Arthur Rosenkampff, Julian Schmitz i Max Wolf. També disputà les proves gimnàstiques del concurs complet i triatló, on fou 6è en admdues; i el triatló del programa d'atletisme, on fou 20è.
Durant la dècada de 1890 fou un dels gimnastes estatunidencs més destacats, amb diversos títols nacionals en les proves de concurs complet, salt sobre cavall, barres paral·leles i cavall amb arcs. Fins al 1911 exercí d'instructor de gimnàstica a l'Acadèmia Naval dels Estats Units de Maryland.